# Thereva marcelini
Espèce
Thereva marcelini est une espèce fossile d'insectes diptères de la famille des Therevidae (les « mouches styletto »).

## Classification
Thereva marcelini est décrite en 1937 par la paléontologue français Nicolas Théobald (1903-1981) dans sa thèse,. 

### Fossiles
L'holotype Ni55 ♂ de l'ère Cénozoïque, et de l'époque Priabonien ou Éocène supérieur (38 à 33,9 Ma.) fait partie de la collection du muséum d'histoire naturelle de Nîmes, et vient de la formation de Célas dans le Gard,.

### Étymologie
L'épithète spécifique, marcelini est un hommage à Paul Marcelin (d) (1886-1973), conservateur du muséum d'histoire naturelle de Nîmes de 1944 à 1959.

## Description

### Caractères
La diagnose de Nicolas Théobald en 1937, : 

« Diptère de taille moyenne, vu de dos et légèrement de côté. Corps noirâtre, couvert d'une pilosité abondante avec de nombreux macrochètes. Tête bien apparente, grosse ; yeux composés, nus de grande taille, se touchent ; les facettes sont visibles à la base ; antennes et ocelles non conservées. Thorax noir, bombé. Pattes velues, armées de soies, tibias munis d'éperons ; deux griffes à l'extrémité des tarses, empodium encore visible sur une patte postérieure. Ailes atteignant à peine l'extrémité de l'abdomen ; nervation bien conservée ; rameau postérieur de Rs fourchu, la fourche embrassant le sommet de l'aile ; M avec une cellule discoïdale et trois branches ; Cu se divise en deux, la branche antérieure est reliée à M par une courte nervure transversale et se dirige vers le bord postérieur de l'aile sans rejoindre la branche postérieure de M ; cellule anale fermée près du bord de l'aile. Abdomen allongé. ».

### Dimensions
La longueur totale est de 14,5 mm. Les ailes ont une longueur de 9 mm.

### Affinités
« Cet Insecte appartient certainement à la famille des Therevidae. Ce groupe forme un ensemble à caractères fuyants et difficiles à définir. Les antennes manquant, nous n'avons pu déterminer le g. actuel auquel il se rapporte et nous l'avons donc laissé dans le g. Thereva Latr.. Au surplus, il se rapproche beaucoup par la nervation de Thereva nigripes Loew, dont la quatrième cellule postérieure est largement ouverte à la marge. Th. nigripes vit en Europe centrale. ».

## Biologie
« Les Therevidae sont des mouches carnivores et prédatrices, vivant sur les feuillages, sables et pierres exposées au soleil. Les larves se tiennent dans la terre des bois et des forêts.
Le g. Thereva a une extension universelle. ».

## Galerie
- Quelques espèces vivantes du genre Thereva.
- Thereva nobilitata.
- Thereva aurata - femelle.
- Thereva handlirschi.
- Thereva plebeja.
- Thereva bipunctata ou Thereva unica.

### Publication originale
- [1937] Nicolas Théobald, « Les insectes fossiles des terrains oligocènes de France 473 p., 17 fig., 7 cartes,13 tables, 29 planches hors texte », Bulletin Mensuel de la Société des Sciences de Nancy et Mémoires de la Société des sciences de Nancy, Imprimerie G. Thomas,‎ 1937, p. 1-473 (ISSN 1155-1119 et 2263-6439, OCLC 786027547). .